# Albrecht von Johansdorf
Albrecht von Johansdorf (před 1180 – po 1209) byl německý minnesänger a nižší šlechtic ve službách pasovského biskupa Wolfgera von Erla. V dokumentech se jeho jméno objevuje mezi lety 1185 až 1209. Albrecht von Johansdorf mohl znát Walthera von der Vogelweide a je možné, že se účastnil křížových výprav.
Je známo, že napsal nejméně pět písní ve střední horní němčině, které měly bojovníky nalákat na třetí křížovou výpravu. Jeho „Píseň 2“ vychází ze struktury starofrancouzské písně od truvéra Conon de Béthune. Jeho „Píseň 5“, která připomíná dobytí Jeruzaléma, naznačuje, že psal v 90. letech 12. století. Von Johansdorfovy básně navenek působí jako básně, kde se muž podřizuje ženě, a také kde je muž vytváří „vzdělávací hodnotu Minnedienst“ (daz ir deste werde sit und da bi hochgemuot). Čestnost a vřelost jeho srdce je nejvíce patrna v básních odkazujících na odchod na křížovou výpravu.